# Veliki Boč
Veliki Boč – wieś w Słowenii, w gminie Selnica ob Dravi. W 2018 roku liczyła 107 mieszkańców.